# Битва у реки Идл
Битва у реки Идл (англ. Battle of the River Idle) — сражение Редвальда, короля восточных англов, с Этельфритом, королём Нортумбрии, закончившееся решительной победой первого.

## Предыстория
Согласно «Англосаксонской хронике», Этельфрит был королём Берниции примерно с 593 года. Около 604 года, при неизвестных обстоятельствах, он получил контроль над соседней Дейрой и вынудил бежать в изгнание двух членов её королевской семьи — Эдвина, сына предыдущего короля Эллы, и Херерика, племянника Эдвина. Херерик, возможно по приказу Этельфрита, был отравлен при дворе Кередига ап Гваллога, короля Элмета. Эдвин же попал под защиту Редвальда, короля восточных англов. Этельфрит отправил послов Редвальду с предложением убить Эдвина. В ответ на это Редвальд собрал армию для противостояния с Этельфритом.

## Ход битвы
Редвальд собрал армию и отправился на север в сопровождении своего сына Рэгенхера. Редвальд и Этельфрит встретились на западной границе королевства Линдси, на восточном берегу реки Идл. Битва была свирепой и надолго запомнилась тем, что «река Идл стала грязной от крови англов». Этельфрит и Рэгенхер были оба убиты во время битвы. Эдвин после взошёл на престол королевства Нортумбрия, а сыновья Этельфрита были посланы в изгнание.
Другое описание битвы, данное Генрихом Хантингдонским, состоит в том, что армия Редвальда была разделена на три части, возглавляемые Редвальдом, Рэгенхером и Эдвином. Имея больше опытных войнов, Этельфрит атаковал мелкими группами. При встречи с Рэгенхером армия Этельфрита, возможно принимая его за Эдвина, убила его. После смерти своего сына Редвальд в ярости набросился на армию противника, убив Этельфрита и множество нортумбрийцев.

## Последствия
В то время как Беда Достопочтенный описывал войну как решение проблемы с Эдвином, она могла затрагивать другие вопросы власти и территории двух правителей. Дэвид Кирби утверждает, что сражение было чем-то большим, чем просто спором между двумя королями по поводу изгнанника. По его мнению, оно было «частью длительной борьбы за определение военного и политического лидерства над англами». После смерти Этельфрита Эдвин стал королём двух королевств — Берниции и Дейры, а сыновья Этельфрита: Энфрит, Освальд, Освиу, Ослак, Освуду, Ослаф и Оффа, бежали на север.